# Миколаївська церква (Прилуки)
Микола́ївська це́рква-дзвіни́ця — православний храм у місті Прилуках, історико-архітектурна пам'ятка українського бароко першої половини XVIII століття. Зараз належить до Прилуцького благочиння Ніжинської єпархії УПЦ МП.
Церква розташована в прилуцькому історичному середмісті за адресою: вул. Галаганівська, 16а, з північної сторони площі Іоасафа Бєлгородського.

## З історії храму
У 1717—1720 роках коштом прилуцького полковника Гната Ґалаґана та його дружини Олени поряд із Спасо-Преображенським собором була збудована Миколаївська замкова церква. Будівля в стилі українського бароко мала вигляд високої мурованої дзвіниці, в ній розмістилася однонавна церква на честь Святого Миколи-Чудотворця, а також дзвіниця Спасо-Преображенського собору. Крім того, вона слугувала брамою-проїздом на територію Прилуцького замку.
1817 року Миколаївська церква отримала значні пошкодження через пожежу. Під час відновлення над колишнім бабинцем храму була прибудована нова класицистична дзвіниця.
Згодом церква знову була сильно пошкоджена. Повна її реставрація проведена в 1986 році за проєктом архітектора В. Є. Новгородова («Укрпроектреставрація»). У 2011 році поблизу двізиці відкрили пам'ятник Йоасафові Білгородському.

## Архітектура
Церква-дзвіниця збудована в стилі українського бароко, але елементи декору мають класицистичні мотиви. Після пожежі в 1817 році споруда набула також деяких ознак стилю ампір, який того часу був популярним — так, перший ярус дзвіниці оздоблений пілястрами й портиками з фронтонами. Від первісної споруди, збудованої 1720 року, нині залишилася церква Святого Миколая-Чудотворця, виконана в формі католицької каплиці — з однією навою, що покрита високим двосхилим дахом, та гранчистим вівтарем-апсидою, зверненим на схід. Над апсидою підіймається високий бароковий фронтон з волютами, який дещо схожий на фронтон полкової скарбниці. Ззовні церкви зберігся оригінальний декор в стилі бароко.
Масивна дзвіниця, прибудована над колишнім бабинцем церкви, має два яруси: перший являє собою кубічний об'єм-«четверик», другий має форму циліндричної вежі з високими арковими отворами, в яких розташовуються дзвони. Завершується дзвіниця банею з люкарнами, до яких вмонтовано циферблати баштового годинника з курантами.

## Фотогалерея

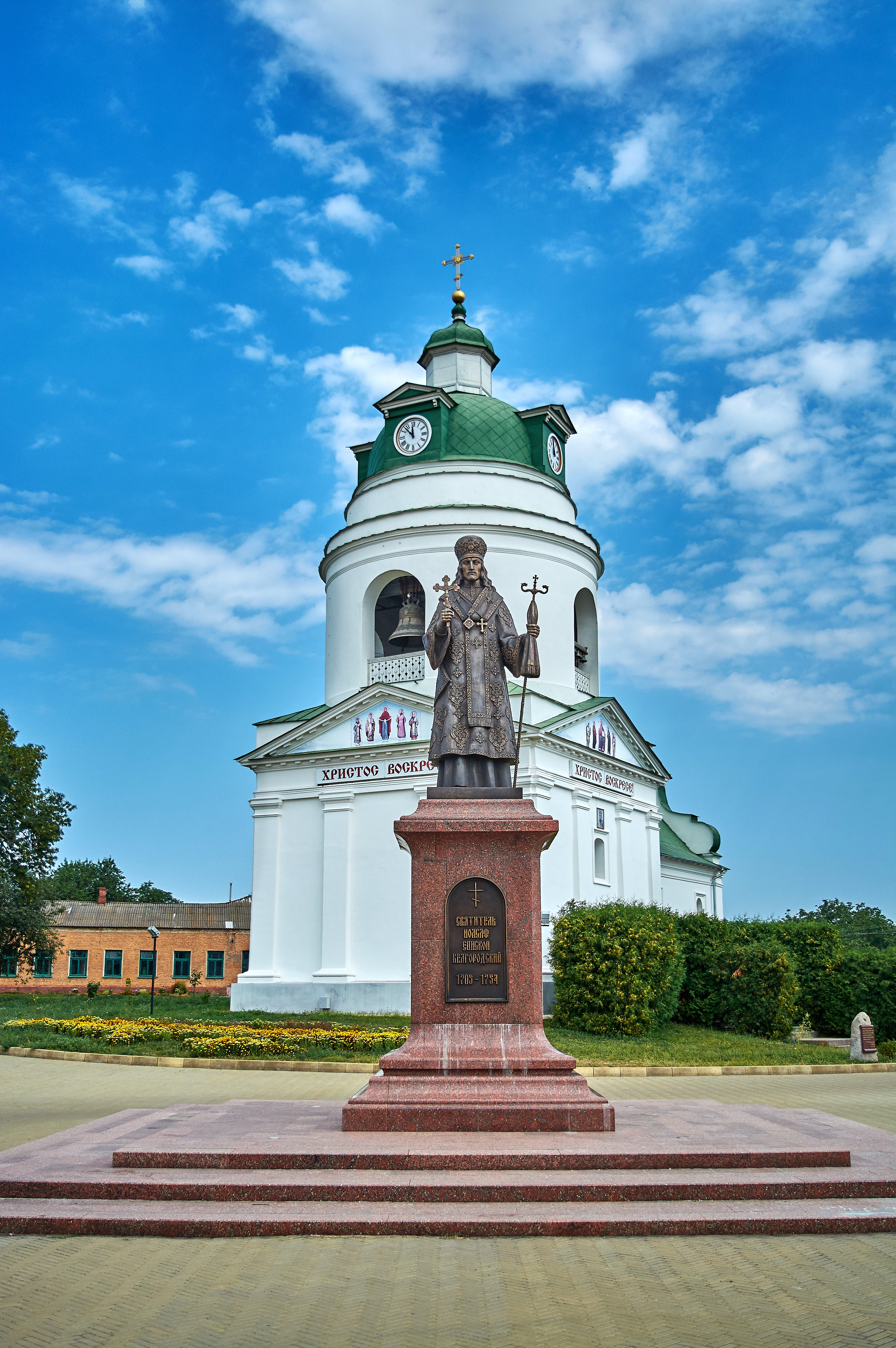
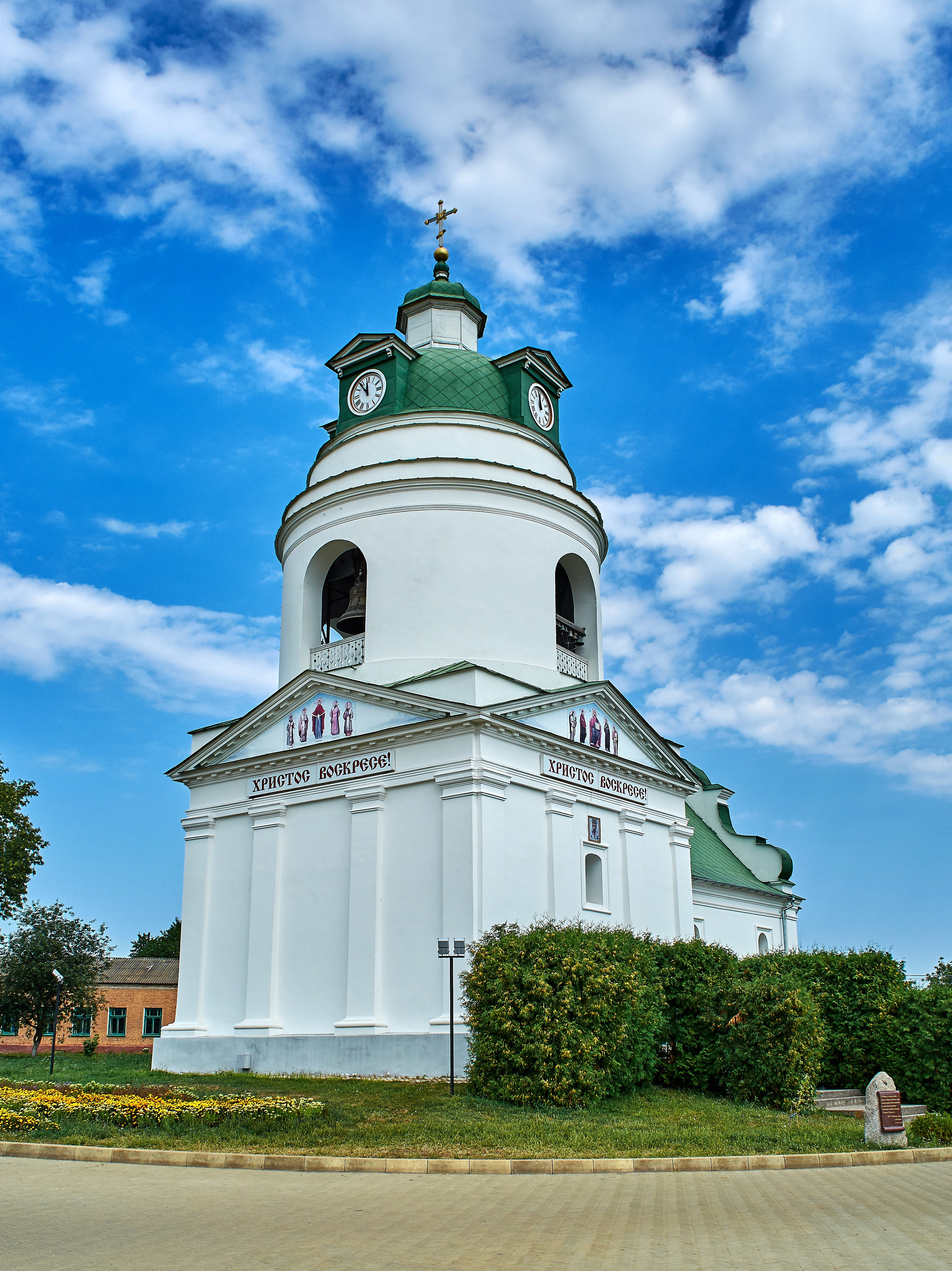
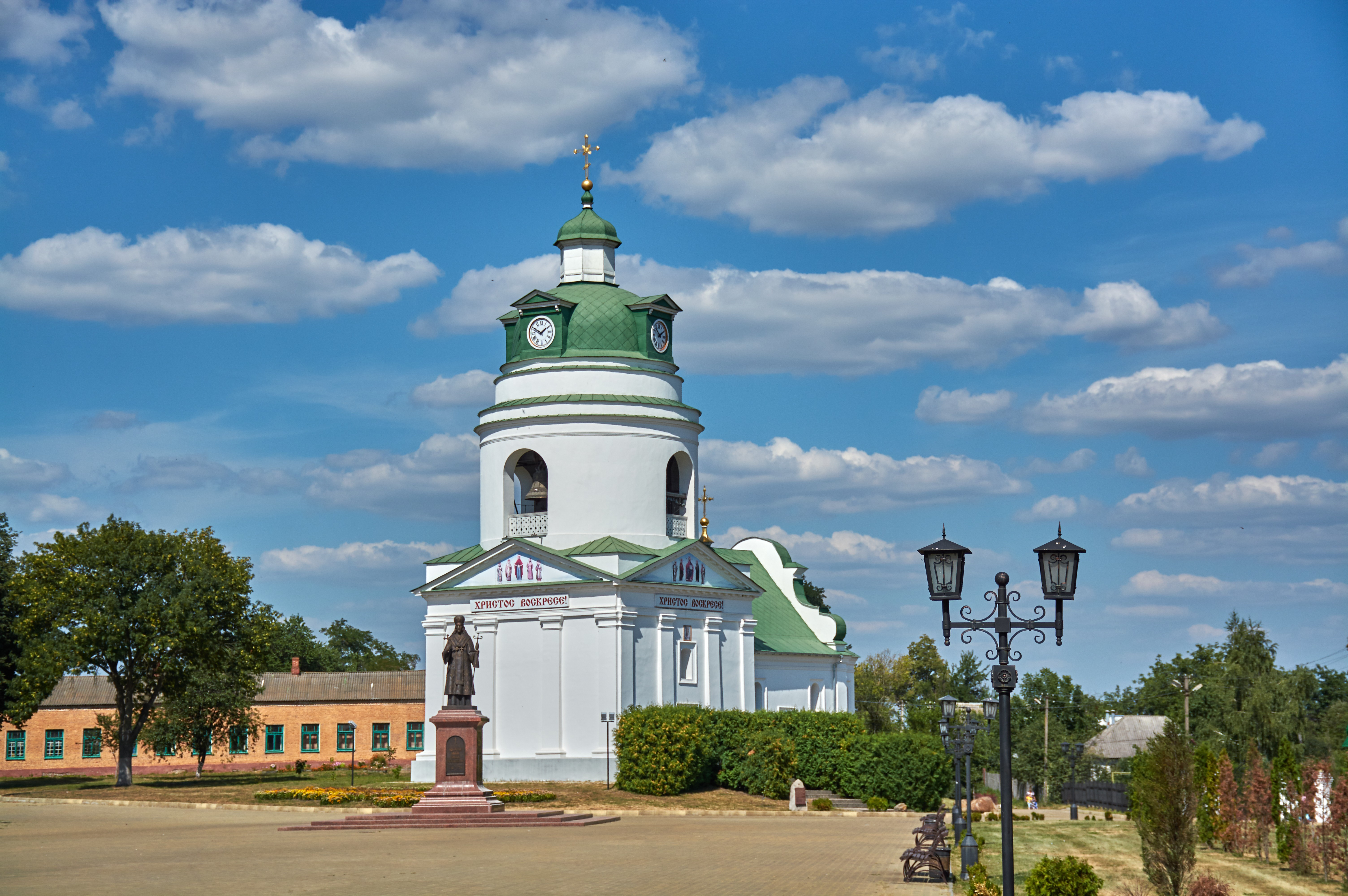
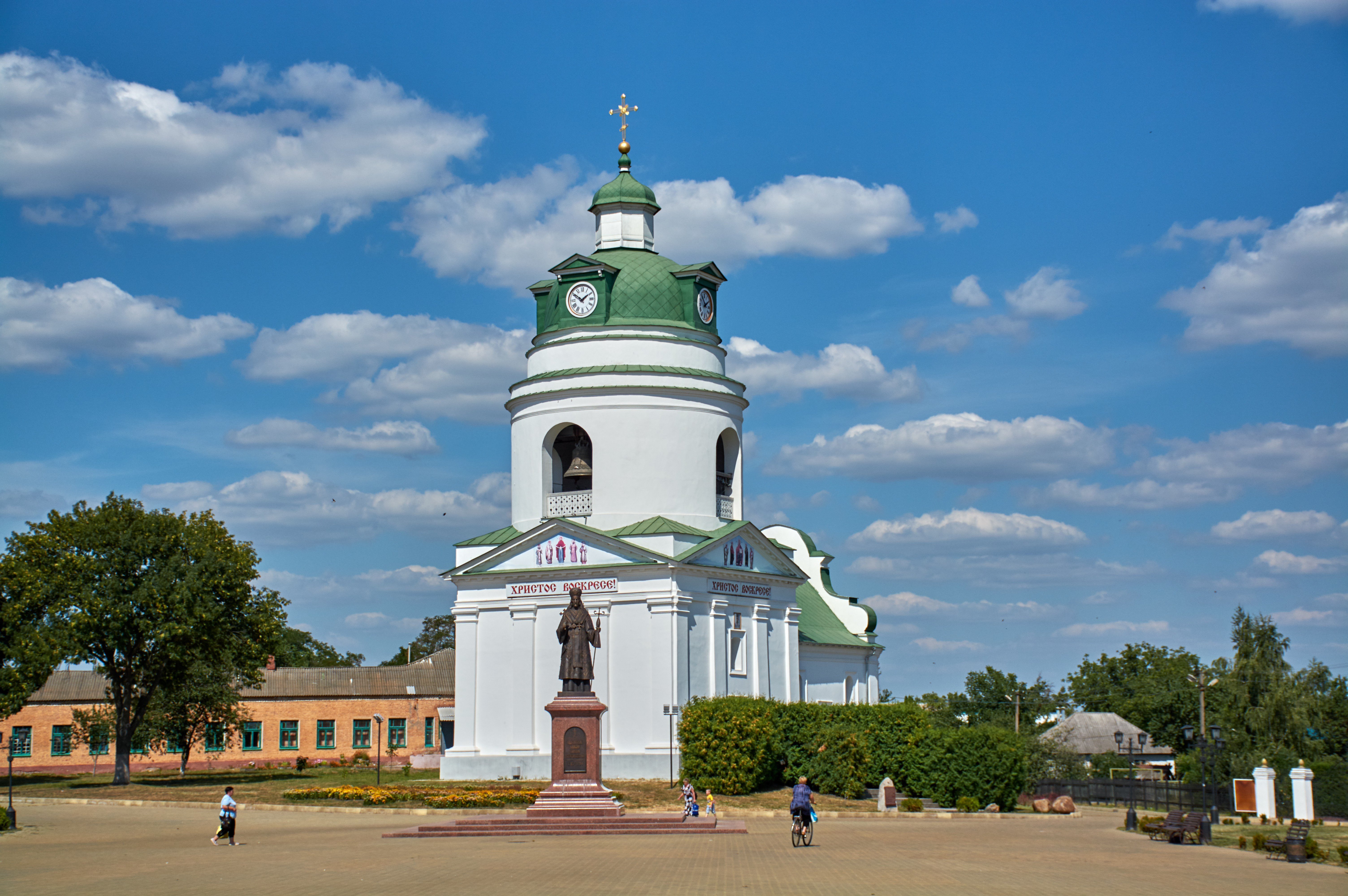
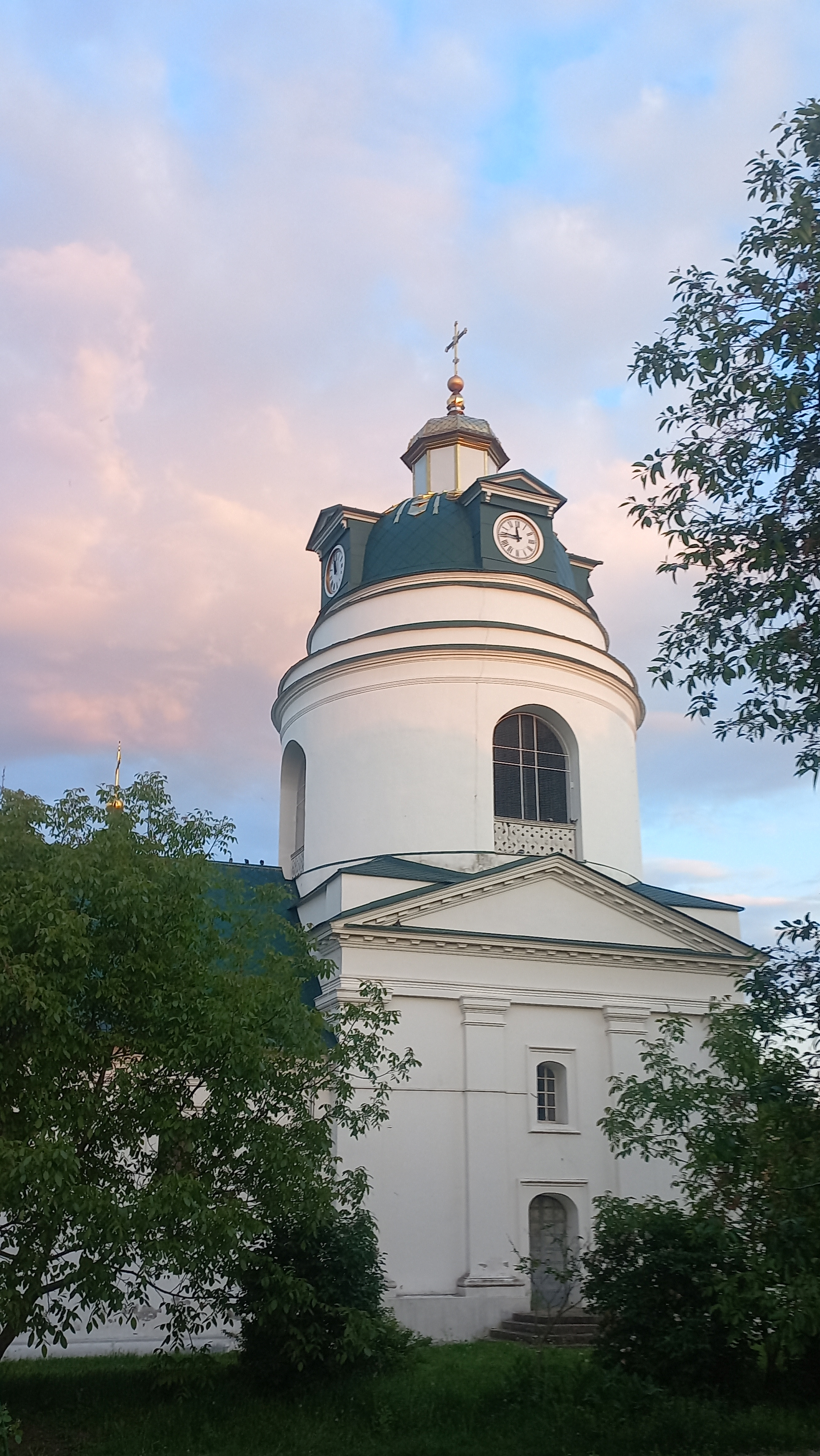
Миколаївська церква Прилуки весна 2024